# Bataille de Wœrth-Frœschwiller (1793)
Pour l’article homonyme, voir Bataille de Froeschwiller-Woerth (1870).
Première Coalition
Batailles
La bataille de Woerth-Froeschwiller est livrée le 22 décembre 1793 pendant les guerres de la Révolution française.

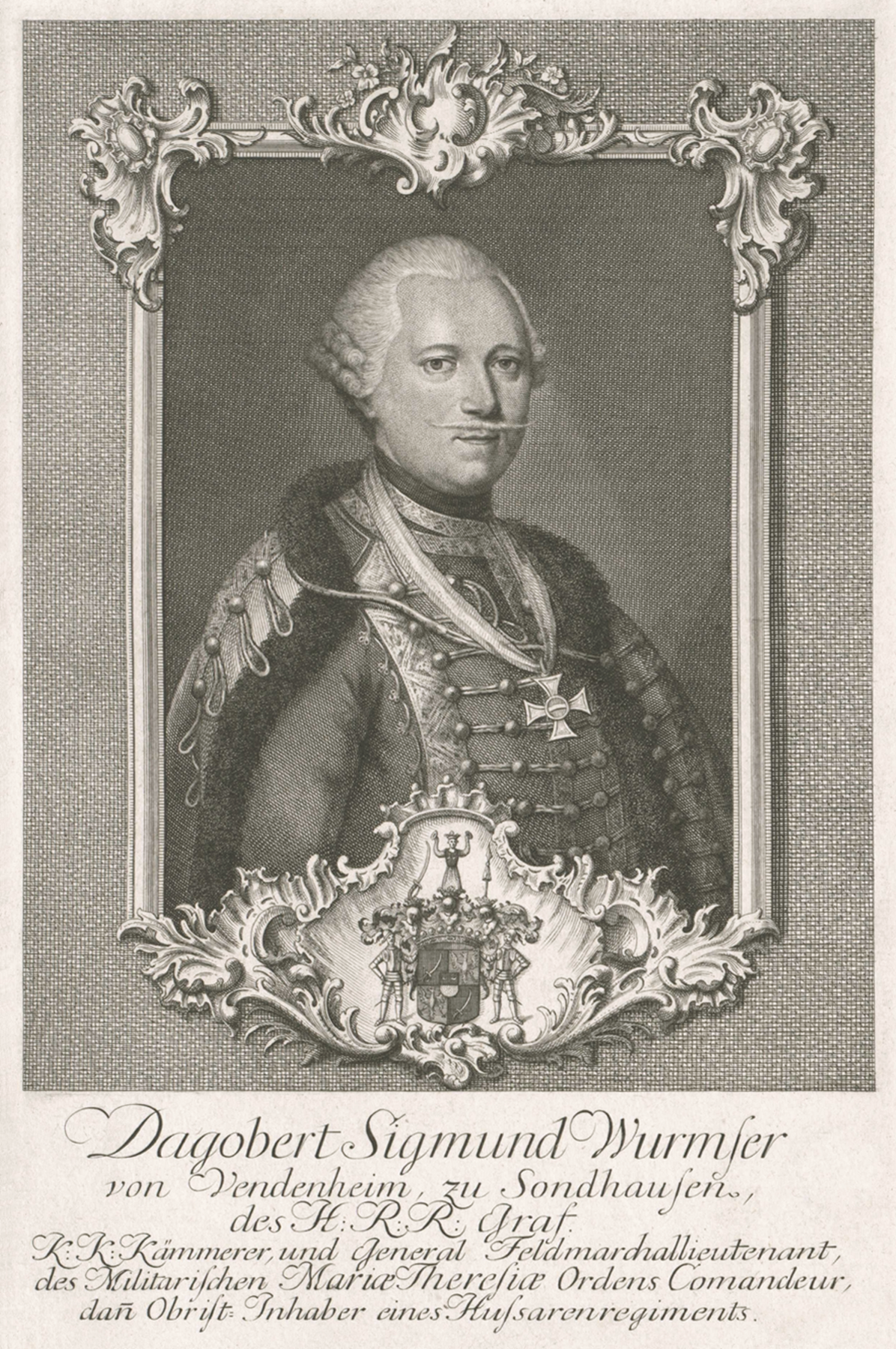
Dagobert Sigmund von Wurmser.

## Les prémices
À l'automne 1793, le Comité de salut public pousse les armées de l'Est à lancer la contre-offensive contre les Autrichiens et les Prussiens vers le Rhin afin de récupérer des territoires riches et ainsi de trouver des vivres pour le pays qui connaît de grosses difficultés alimentaires. Le dégagement de Landau, encerclée, devient le leitmotiv : les troupes avancent en criant « Landau ou la mort ! »
Du 22 au 29 novembre, Lazare Hoche, poussé par le Comité, décide d’attaquer Kaiserslautern avec son armée de la Moselle. Mais, mal informées sur l’ennemi, ses armées errent jusqu’au 30 où elles sont bloquées par l’artillerie prussienne. Les Français reculent sur Pirmasens et Deux-Ponts. Hoche sait à présent qu’il a besoin de l’appui de l’armée du Rhin de Pichegru.
Hoche pense que pour dégager Landau, il vaudrait mieux attaquer sur la Moder afin de repousser Wurmser et appuyer Pichegru.
Hoche sait que Charles-Guillaume-Ferdinand de Brunswick-Wolfenbüttel et les Prussiens se sont retirés de l’Eberbach sans prévenir Wurmser, à la tête des Autrichiens. Hoche voit là une occasion d’attaquer les Prussiens dont le flanc est à découvert.
Pendant ce temps-là, Landau assiégée résiste toujours. Mais Dentzel, représentant du peuple, et le commandant de la place Labaudère font savoir qu’ils ne résisteront plus très longtemps. Après avoir mis en état de défense Pirmasens, sa base arrière, Hoche divise son armée en deux parties : l’une doit tenir l’Eberbach et être prête à reprendre la direction de Kaiserslautern et l’autre s’engage le 8 décembre par Bitche dans la vallée de la Zinsel. Taponnier s’empare de Niederbronn le 13, tandis qu’une division forte de 10 000 hommes franchit les gorges de la Lauter.

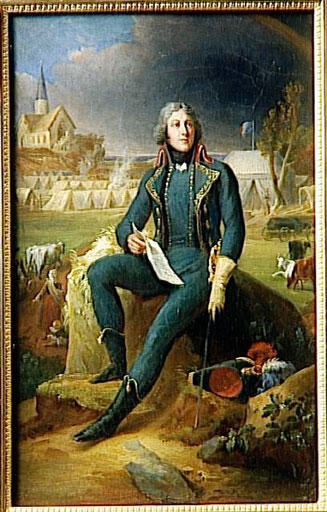
Lazare Hoche.

## La bataille
Le 22 décembre, Hoche réunit toutes ses troupes et décide de passer à une offensive massive entre Reichshoffen et Froeschwiller, là où sont positionnées les troupes autrichiennes du général Hotze.
En pleine tempête de neige, Hoche donne ses derniers ordres quand un boulet tranche en deux l’arbre sous lequel il se tient. Impassible, il continue son discours. Un deuxième boulet tue son cheval et le fait tomber : « Ces messieurs voudraient sans doute me faire servir dans l’infanterie ! ».
Le brouillard succède à la neige, ce qui complique la tâche des troupes révolutionnaires dans l’assaut des redoutes ennemies à triple étage. 20 pièces d’artillerie crachent le feu et répandent le sang dans les rangs des lignards. Pour soutenir le moral des jeunes troupes, Hoche enfourche son cheval et sillonne les avants des bataillons en hurlant : « Allons camarades, les canons à six cents livres la pièce ! ». Les grenadiers reprennent alors leur marche en avant en clamant : « Adjugé ! Général… À nous les canons ! ». Les redoutes autrichiennes sont emportées à la baïonnette. 
Ceci va coûter très cher au trésor de l’armée, car Hoche tient ses promesses : le 3e hussards reçoit 3 000 livres pour 6 pièces ; le 14e dragons, 2 400 pour 4 pièces ; le 2e bataillon du 55e de ligne également 2 400 pour 4 pièces ; et le 4e bataillon du Bas-Rhin également 2 400 pour 4 pièces ; soit 18 pièces prises à l’ennemi.

## Les conséquences
Sidéré par l’ampleur de la victoire les commissaires écrivirent au Comité : « Il serait trop long de vous détailler les prodiges de valeur de nos braves soldats. »
Les Autrichiens sont obligés de lâcher leur position sur la Moder. Il s’agit donc de ne pas relâcher l’étreinte. Il paraît évident sur place comme à Paris qu’il faut regrouper temporairement les armées du Rhin et de la Moselle présentes en Basse Alsace. La chose sera faite trois jours plus tard, le 25 décembre, à Soultz-sous-Forêts où Hoche obtient le commandement provisoire de l'armée de Rhin-et-Moselle.
Le 27 décembre, Hoche met les armées alliées en déroute au Geisberg, près de Wissembourg, ce qui dégage la route de Landau. La ville est libérée le 31 décembre 1793.

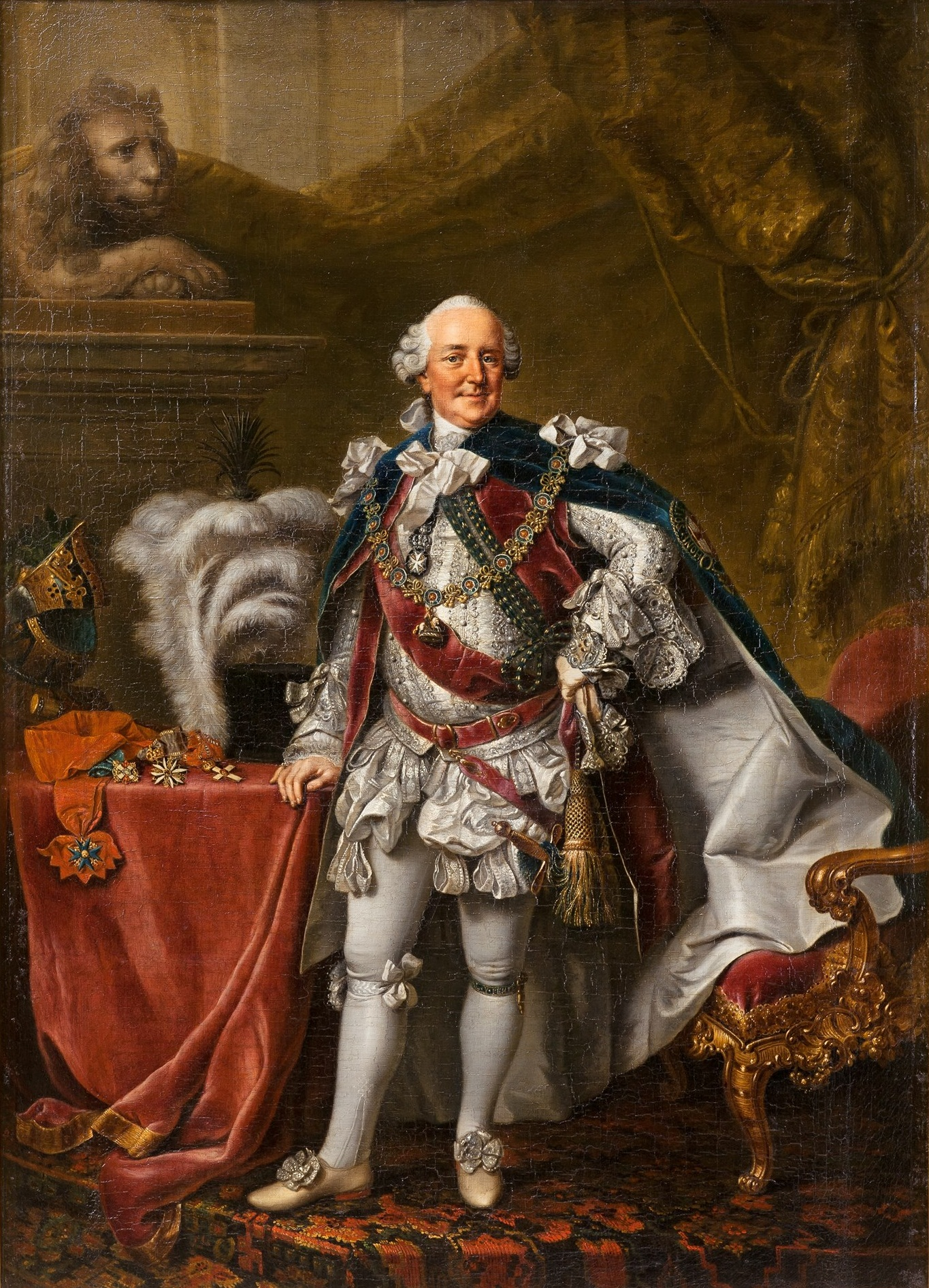
Le duc Charles-Guillaume-Ferdinand de Brunswick-Wolfenbüttel.

## Clin d'œil de l'Histoire
77 ans plus tard, en 1870, deux batailles importantes auront lieu aux mêmes endroits : le 4 août au Geisberg et le 6 août à Woerth-Froeschwiller.